# Sharona
Sharona (hebreiska: שרונה) är en ort i Israel.   Den ligger i distriktet Norra distriktet, i den norra delen av landet. Sharona ligger 259 meter över havet och antalet invånare är 516.
Terrängen runt Sharona är huvudsakligen kuperad, men åt nordväst är den platt. Sharona ligger uppe på en höjd.Runt Sharona är det tätbefolkat, med 982 invånare per kvadratkilometer. Närmaste större samhälle är Nasaret, 15,4 km väster om Sharona. Trakten runt Sharona består till största delen av jordbruksmark.